# Kurt Engels
Kurt Engels (ur. 3 września 1915 w Kolonii  – zm. 31 grudnia 1958 w Hamburgu) – SS-Hauptscharführer, szef Gestapo dla powiatu krasnostawskiego w czasie II wojny światowej, na stałe rezydujący w latach 1941–1944 w Izbicy.
W 1929 wstąpił do Hitlerjugend, w 1933 został członkiem SA, zaś w 1938 SS. Przed wojną pracował jako policjant w Kolonii.
Wraz ze swoim pomocnikiem, Ludwikiem Klemmem, zasłynął z okrucieństwa i bezwzględności. Jest posądzany o zbrodnie na ludności cywilnej - doraźne rozstrzeliwanie zarówno Polaków, jak i Żydów. Często odbywało się to na ulicach miasteczka lub też na miejscowym kirkucie. Swoje ofiary wypatrywał, jeżdżąc po Izbicy motocyklem.
Po wojnie przeniósł się do Hamburga, gdzie prowadził otworzoną w 1955 restaurację pod nazwą Cafe Engels. Został rozpoznany 31 października 1958 przez byłego więźnia obozu Sobibor, aresztowany, popełnił samobójstwo w więzieniu w czasie procesu, w którym zeznawał m.in. Thomas Blatt.